# Chivito
Il chivito è un panino imbottito tipico dell'Uruguay. Nel paese è molto popolare al punto da esserne considerato il piatto nazionale.

## Storia
Fu inventato per caso nel 1944 da Antonio Carbonaro, proprietario del ristorante "El Mejillón" a Punta del Este. Antonio Carbonaro era figlio di immigrati italiani di Siderno Marina, Calabria.
Una sera una turista argentina entrò nel ristorante e chiese del chivo ovvero carne di capretto. Il ristorante non ne era provvisto, ma Carbonaro, per non perdere la cliente, improvvisò e decise di prepararle un panino con pane tostato nel burro, prosciutto e un pezzo di churrasco (bistecca di manzo).
Disse alla cliente che quel piatto si chiamava chivito: alla donna piacque il panino.
L'idea divenne un successo e il ristorante arrivò a vendere mille chivitos al giorno.

## Ingredienti

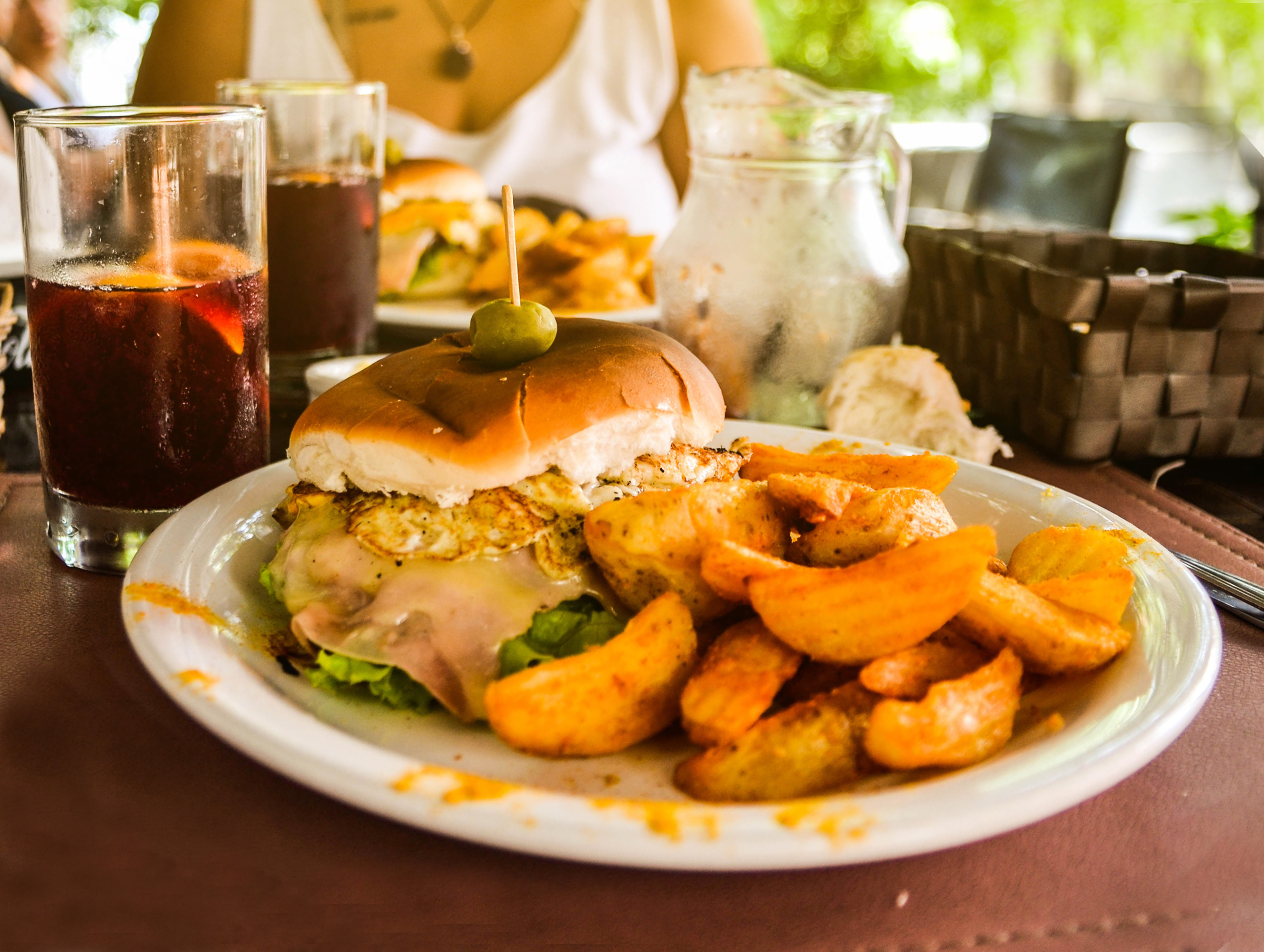
Il chivito canadiense, con bacon canadese

Il primo chivito era fatto semplicemente con pane, prosciutto e lombata di manzo. In seguito la ricetta si è arricchita. Oggi il classico chivito uruguaiano viene imbottito con lombo di manzo, prosciutto cotto, pancetta, mozzarella, lattuga, pomodori a fette, olive, uova sode e salsa maionese. Possono essere aggiunti altri ingredienti, come barbabietole rosse, piselli, peperoni rossi grigliati o saltati in padella e cetrioli.
È stato inventato anche il chivito al plato, ovvero gli stessi ingredienti del ripieno del chivito serviti su un piatto da portata (senza pane) di solito con insalata russa o patate fritte.
Tra le numerose varianti, una delle più famose è il chivito canadiense, con il bacon canadese.
La ricetta del chivito si è diffusa anche in Argentina e Paraguay, dove prende il nome di lomito.